# 伊藤雄貴
伊藤 雄貴（いとう ゆうき、5月1日 - ）は、日本の男性声優。鳥取県出身。アイムエンタープライズ所属。

## 経歴
日本ナレーション演技研究所卒業。

## 人物
方言は鳥取弁。
趣味・スポーツはサッカー、モノマネ、料理。特技はギター、ベース。

## 出演
太字はメインキャラクター。

### テレビアニメ
2021年
- 弱キャラ友崎くん（男子生徒）
- 蜘蛛ですが、なにか?（槙将羽登 他）
- ブルーピリオド（日本画科試験官）
- 大正オトメ御伽話（生徒）

2022年
- 骸骨騎士様、只今異世界へお出掛け中（盗賊）
- ヒーラー・ガール（観客達）
- 東京ミュウミュウ にゅ〜♡（2022年 - 2023年、剣道部員、大学生男子） - 2シリーズ
- 悪役令嬢なのでラスボスを飼ってみました（貴族、生徒）
- 虫かぶり姫（影）

2023年
- かぐや様は告らせたい-ファーストキッスは終わらない-（生徒）
- 君は放課後インソムニア（男子生徒）
- 七つの魔剣が支配する（男子生徒B）
- 無職転生 II 〜異世界行ったら本気だす〜（ガラの悪い生徒A）

2024年
- 喧嘩独学（生徒）
- WIND BREAKER
- なぜ僕の世界を誰も覚えていないのか?（レジスト兵）
- 2.5次元の誘惑（カメコD、カメコE）
- アイドルマスター シャイニーカラーズ 2nd season（観客）
- アオのハコ（2024年 - 2025年）

2025年
- Unnamed Memory Act.2（兵士B）
- グリザイア:ファントムトリガー（テロリスト）
- 花は咲く、修羅の如く（生徒）
- ハニーレモンソーダ（生徒会男子）
- TO BE HERO X（アレキサンダー、アナウンサー、シャドウ、悪党、記者 他）
- 男女の友情は成立する?（いや、しないっ!!）（男子生徒）
- ぷにるはかわいいスライム（生徒）
- SAKAMOTO DAYS（男）

### 劇場アニメ
- 映画 さよなら私のクラマー ファーストタッチ（2021年、東条）

### ゲーム
- レムナント:フロム・ジ・アッシュ（2019年、フルート奏者）
- AFKアリーナ（2021年、ソロス、カザード、ホーウィック、トール、ポーター）
- タイムディフェンダーズ（2021年、レオス）
- ブレイブ フロンティア レゾナ（2021年、アルス）
- DNF Duel（2022年、バーサーカー）
- モンスターストライク（2023年、ロイナード[14]）

### ドラマCD
- 乙女ゲームの破滅フラグしかない悪役令嬢に転生してしまった… ～波乱を呼ぶ海賊～ 特典ドラマCD（2021年、アラン・スティアート〈代役〉[15]）
- 青と碧 BLCDコレクション（2024年、友人）

### オーディオドラマ
- お見合いしたくなかったので、無理難題な条件をつけたら同級生が来た件について（2021年、高瀬川由弦[16]）

### 吹き替え
- 龍族 -The Blazing Dawn-（2024年、学生）

### デジタルコミック
- 守れ!しゅごまる（2022年、蛇原輝輝[17]）
- ネオンヴァンパイア（2022年、ガミー[18]）
- チェンジ!チェンジ!ゾンビ～!（2022年、生徒[19]）
- ブザーをならせ!!（2022年、元不良仲間[20]）
- 善鬼とトゲ吉「登龍坂の巻」（2022年、善鬼[21]）
- 王太子妃になんてなりたくない!!（2022年、フリードリヒ・ファン・デ・ラ・ヴィルヘルム[22]）
- わたくしの幸せは、今ここに （2023年、皇すばる[23]）
- 舞台に咲け!（2023年、伊万里[24]）
- おイナリ（2023年、羽鳥仁）
- オークの樹の下（2024年、ルース）
- 幼なじみがかわいすぎて我慢できない（2024年、西堂保[25]）

### Web配信番組
- 下野紘の「風雲ほぼはじ道場」（2021年 ｰ 、YouTube） - パーソナリティー[26]

### シリーズ一覧
1. ↑  第1期（2022年）、第2期（2023年）